# Olivier Léveillé
Olivier Léveillé (Sherbrooke, 15 marzo 2001) è un fondista canadese.

## Biografia
Léveillé, attivo dal gennaio del 2017, ai Mondiali juniores di Oberwiesenthal 2020 ha vinto la medaglia d'argento nella staffetta e a quelli di Lahti/Vuokatti 2021 la medaglia di bronzo nella 10 km; ha esordito in Coppa del Mondo il 26 novembre 2021 a Kuusamo in una sprint (58º), ai Giochi olimpici invernali a Pechino 2022, dove si è classificato 29º nella 15 km, 27º nella 50 km, 54º nella sprint, 31º nello skiathlon e 11º nella staffetta, e ai Campionati mondiali a Planica 2023, dove si è piazzato 28º nella 15 km, 23º nella 50 km, 43º nello skiathlon e 5º nella staffetta. Ai Mondiali di Trondheim 2025 è stato 38º nella 10 km, 24º nella 50 km, 34º nello skiathlon e 5º nella staffetta.

## Palmarès

### Mondiali juniores
- 2 medaglie:
  - 1 argento (staffetta a Oberwiesenthal 2020)
  - 1 bronzo (10 km a Lahti/Vuokatti 2021)

### Coppa del Mondo
- Miglior piazzamento in classifica generale: 71º nel 2022